# Johan Caspar Muller Kruseman
Johan Caspar Muller Kruseman (Leeuwarden, 9 juni 1805 – Semarang, 13 september 1855), was een Nederlandse kunstschilder.
Johan Caspar Muller Kruseman werd geboren als oudste zoon van Pieter Johan Nicolaas Kruseman (1764-1819), die onder meer zilversmid was en Hendrina Hendrikje Drent. Hij werkte tot 1830 in Rotterdam en vertrok in 1832 naar het toenmalige Nederlands Oost-Indië (nu Indonesië). Op 29 januari 1836 trouwde hij met Johanna Charlotta van der Wal.
Zij is overleden op 18 oktober 1874 in Semarang, Indonesië. Zijn werk bestaat uit bloem- en vruchtenstillevens en portretten. Hij had tentoonstellingen in Amsterdam in 1828 van een vrouwenportret, en in Den Haag in 1830 van een portret, een kluizenaar in biddende houding bij lamplicht.

## Zie ook

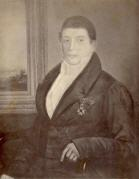
Johan Caspar Muller Kruseman Portret van Johannes Augustinus Dézentjé, 1833